# Witte anijstrechterzwam
De witte anijstrechterzwam (Clitocybe albofragrans) is een schimmel die behoort tot het geslacht Clitocybe. Hij leeft saprotroof, tussen bladeren en mos op voedselrijke gronden, veelvuldig bij loofbomen zoals Fraxinus en els (Alnus). Hij komt zelden voor in gemengd of naaldbos. Vruchtlichamen zijn te vinden van september tot  november.

## Kenmerken

### Uiterlijke kenmerken
Hoed
De hoed heeft een diameter van 2 tot 5 cm. De vorm is licht gewelfd, plat tot ingedeukt. Het oppervlak is glad. De kleur is beige met bleek oranjebruin centrum. De hoedrand is niet of nauwelijks doorschijnend gestreept. Het lijkt bedekt lijkt met een glacé laagje, die worden veroorzaakt door luchtholtes onder de hoedhuid.
Lamellen
De lamellen zijn breed aangehecht tot aflopend. Ze staan vrij dicht bij elkaar. De kleur is bleekbeige, soms gevorkt en met dwarsverbindingen.
Geur
Hij ruikt duidelijk naar anijs. De geur kan later naar bittere amandelen of reukgras.

### Microscopische kenmerken
Hij heeft sporen van 4-5,5 × 3-4 µm.

## Verspreiding
De witte anijstrechterzwam komt in Nederland vrij algemeen voor en is niet bedreigd. 